# Kustowo (Kaliningrad)
Kustowo (russisch Кустово, deutsch Klein Lenkeningken, 1938 bis 1945 Kleinlenkenau, litauisch Mažieji Lenkininkai) ist ein Ort in der russischen Oblast Kaliningrad. Er gehört zur kommunalen Selbstverwaltungseinheit Stadtkreis Neman im Rajon Neman.

## Geographische Lage
Kustowo liegt zehn Kilometer östlich der Kreisstadt Neman (Ragnit) nördlich der Regionalstraße 27A-025 (ex R508) in Richtung Krasnosnamensk (Lasdehnen/Haselberg). Eine Bahnanbindung besteht nicht.

## Geschichte
Das einstige Klein Lenkeningken wurde im Jahre 1837 als Forstkolonie gegründet. Es war das zweitjüngste aller Dörfer des Kirchspiels Groß Lenkeningken (1938 bis 1946: Großlenkenau) und bestand vor 1945 aus vielen verstreutliegenden kleinen Höfen.
Im Jahre 1874 wurde Klein Lenkeningken in den neu errichteten Amtsbezirk Ober Eißeln (er hieß ab 1939 „Amtsbezirk Obereißeln“) eingegliedert, der bis 1945 bestand und bis 1922 zum Kreis Ragnit, danach zum Landkreis Tilsit-Ragnit im Regierungsbezirk Gumbinnen der preußischen Provinz Ostpreußen gehörte. Im Jahr 1938 wurde der Ort in
„Kleinlenkenau“ umbenannt.
In Kriegsfolge kam das Dorf 1945 mit dem nördlichen Ostpreußen zur Sowjetunion. Er erhielt 1947 die russische Bezeichnung „Kustowo“ und wurde gleichzeitig in den  Dorfsowjet Bolschesselski selski Sowet im Rajon Sowetsk  eingeordnet. Von 2008 bis 2016 gehörte Kustowo zur städtischen Gemeinde Nemanskoje gorodskoje posselenije und seither zum Stadtkreis Neman.

### Einwohnerentwicklung
| Jahr | Einwohner |
| ---- | --------- |
| 1910 | 95        |
| 1933 | 89        |
| 1939 | 82        |
| 2002 | 67        |
| 2010 | 49        |

## Kirche
Die Bevölkerung Klein Lenkeningkens resp. Kleinkenaus war vor 1945 überwiegend evangelischer Konfession. Bis 1897 gehörte das Dorf zur Kirche in Ragnit, danach wurde es in das neu errichtete Kirchspiel der Kirche Groß Lenkeningken (der Ort hieß zwischen 1938 und 1946: Großlenkenau, heute russisch: Lensoje) eingepfarrt und gehörte somit zur Diözese Ragnit im Kirchenkreis Tilsit-Ragnit innerhalb der Kirchenprovinz Ostpreußen der Kirche der Altpreußischen Union. Heute liegt Kustowo im weitflächigen Einzugsbereich der neu entstandenen evangelisch-lutherischen Gemeinde in Sabrodino (Lesgewangminnen, 1938 bis 1946 Lesgewangen). Sie ist Teil der Propstei Kaliningrad (Königsberg) der Evangelisch-lutherischen Kirche Europäisches Russland.